# Ichthyomyini
De Ichthyomyini is een groep (tribus) van Amerikaanse knaagdieren. Ze zijn zeer slecht bekend. De 17 beschreven soorten komen voor van Mexico tot Peru, Mato Grosso (Brazilië) en Frans-Guyana, maar veel soorten (vooral Neusticomys) zijn bekend van zeer weinig exemplaren, zodat ze heel verspreid bekend zijn.
Alle soorten zijn in meerdere of mindere mate aan het water aangepast; dat is over het algemeen ook het enige microhabitat waar ze voorkomen, wat misschien een deel van hun verspreiding verklaart. Neusticomys oyapocki is in Venezuela echter ook op grote afstand van het water gevonden. Alle soorten waarvan het karyotype bekend is hebben 92 chromosomen en een FN van 98.

## Indeling
De tribus omvat de volgende soorten:
- Geslacht Anotomys
  - Ecuadorvisrat (Anotomys leander)
- Geslacht Chibchanomys
  - Chibchanomys trichotis
- Geslacht Daptomys
  - Daptomys ferreirai
  - Daptomys mussoi
  - Daptomys oyapocki
  - Daptomys peruviensis
  - Daptomys venezuelae
- Geslacht Ichthyomys
  - Ichthyomys hydrobates
  - Ichthyomys orientalis
  - Ichthyomys pinei
  - Ichthyomys pittieri
  - Ichthyomys stolzmanni
  - Ichthyomys tweedii
- Geslacht Neusticomys
  - Neusticomys monticolus
  - Neusticomys orcesi
  - Neusticomys vossi
- Geslacht Rheomys
  - Rheomys mexicanus
  - Rheomys raptor
  - Rheomys thomasi
  - Rheomys underwoodi

Abrotrichini · Akodontini · Andinomyini · Euneomyini · Ichthyomyini · Neomicroxini · Oryzomyini · Phyllotini · Reithrodontini · Rhagomyini · Sigmodontini · Thomasomyini · Wiedomyini

Incertae sedis: Abrawayaomys · Chinchillula · Delomys